# Metropolen auf den Philippinen
Auf den Philippinen gibt es zwölf Metropolen, welche von der National Economic and Development Authority (NEDA) definiert wurden.

## Zielsetzung
Die Behörde will damit erreichen, dass diese Regionen den globalen Herausforderungen besser gewachsen sind. Das Hauptaugenmerk soll dabei auf eine bessere Konkurrenzfähigkeit der Metropolen gelenkt werden, welche durch folgende Strategien erreicht werden soll: sozialer Wohnbau, verbesserte Strom- und Wasserversorgung, Ausbau des öffentlichen Verkehrs, Müllentsorgung, Umwelt- und Katastrophenschutz, Vereinfachung bürokratischer Abläufe sowie Korruptionsbekämpfung.

## Abgrenzung
Die bevölkerungsreichste Metropole ist Metro Manila mit 12,88 Millionen Einwohnern (Stand: 2015). Das verstädterte Gebiet dieser Metropole ist jedoch bereits längst über ihre Grenze hinausgewachsen und erstreckt sich mittlerweile über große Teile der Provinzen Bulacan, Rizal und Cavite sowie den nördlichen Teil Batangas‘ mit einer geschätzten Bevölkerungszahl von (2015) mehr als 23 Millionen.
Auch das verstädterte Gebiet der derzeit fünftgrößten Metropole, Metro Angeles, erstreckt sich über das definierte Gebiet in die Gemeinden Magalang, Mexico und Santo Tomas hinaus.
Bei anderen Metropolen wurden die Grenzen hingegen sehr großzügig definiert; so bedeckt das verstädterte Gebiet der Metro Cagayan de Oro und jene der Metro Davao an die 15 % der jeweiligen Landfläche. Metro Iloilo-Guimaras beinhaltet auch die gesamte, überwiegend ländlich geprägte Inselprovinz Guimaras, zu der es keinerlei Verbindung auf dem Landweg gibt.

## Liste der Metropolen
Die folgende Tabelle enthält alle von der NEDA definierten Metropolen sowie deren Bevölkerungszahl aus den Volkszählungen von 1990, 2000, 2010 und 2015.
| Metropole             | VZ 1990   | VZ 2000   | VZ 2010    | VZ 2015    |
| --------------------- | --------- | --------- | ---------- | ---------- |
| BLISST                | 352.681   | 428.744   | 551.764    | 611.316    |
| CAMADA                | 251.160   | 289.509   | 353.690    | 372.756    |
| Metro Angeles         | 651.125   | 753.697   | 970.807    | 1.132.933  |
| Metro Bacolod         | 528.471   | 622.480   | 730.390    | 791.019    |
| Metro Batangas        | 278.857   | 369.233   | 446.556    | 486.595    |
| Metro Cagayan de Oro  | 721.199   | 958.701   | 1.233.051  | 1.376.343  |
| Metro Cebu            | 1.453.595 | 1.930.999 | 2.551.100  | 2.849.213  |
| Metro Davao           | 1.354.035 | 1.787.692 | 2.262.518  | 2.516.216  |
| Metro Iloilo-Guimaras | 577.275   | 695.858   | 823.671    | 887.704    |
| Metro Manila          | 7.948.392 | 9.932.560 | 11.855.975 | 12.877.253 |
| Metro Naga            | 502.299   | 614.816   | 741.925    | 799.955    |
| Metro Olongapo        | 238.256   | 257.279   | 310.902    | 337.811    |